# Vridolin Enxing

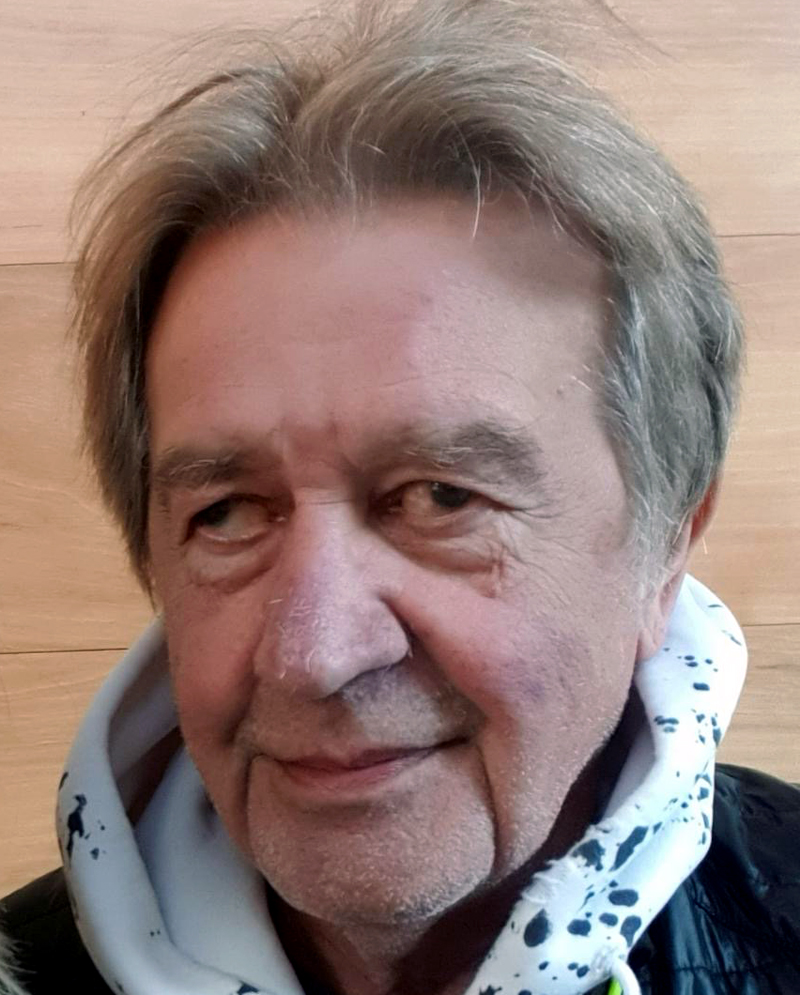
Vridolin Enxing (2023)

Vridolin Enxing (* 11. August 1950 als Hans Georg Enxing in Unterberg, Kreis Beckum) ist ein deutscher Komponist, Musiker und Musik- und Theaterproduzent. Vridolin Enxing ist sein Künstlername. Er veröffentlichte außerdem unter dem Pseudonym Giovanni Giorgio Andrea Campo di Pietre. Er war Komponist, Musiker und Darsteller in der deutschen Rockband Floh de Cologne. Mit anderen gründete er 2001 das International Munich Artlab und war bis 2022 dessen künstlerischer Leiter und Projektmanager. Hier wurde er unter seinem Spitznamen Vitti bekannt.

## Leben/Wirken

### Ausbildung
Ab 1958 bekam Enxing Klavierunterricht. Ab 1960 vertrat er seinen Vater als Organist in der Dorfkirche zu Vellern. Von 1965 bis 1969 studierte er Cello an der Westfälischen Schule für Musik in Münster/Westfalen. Von 1969 bis 1974 studierte er an der Staatlichen Hochschule für Musik Köln die Fächer Schulmusik mit dem Hauptfach Cello, Komposition und Dirigieren. Er schloss das Studium mit der Ersten Staatsprüfung für das Lehramt an Höheren Schulen ab. Parallel belegte er an der Universität Köln die Fächer Musikwissenschaft, Theater- und Kunstgeschichte. Noch während seines Studiums wurde er 1973 Mitglied der Kölner Rockband Floh de Cologne. Dort arbeitete er hauptberuflich bis zu deren Auflösung im Jahre 1983.

### Kompositionsaufträge und Projekte
Von 1984 an übernahm Enxing zahlreiche Kompositionsaufträge für Theater, Film und Hörfunk. Diese realisierte er in einem mit Dick Städtler gegründeten eigenen Tonstudio. Er entwickelte auch Bühnenshows, unter anderem mit Stefan Nast-Kolb und Akbar Behkalam.
In Zusammenarbeit mit dem Kreisjugendring München-Stadt und der Stiftung Deutsche Jugendmarke betrieb er von 1994 bis 1996 das Research-Projekt „30 Musikworkshops in Jugendfreizeitstätten – Musikproduktion im professionellem Digitalstudio“ unter der wissenschaftlichen Begleitung von H. Rech von der FH München-Pasing. In der Folge wurde er dort zu einem Lehrauftrag berufen, um die wissenschaftliche Auswertung des Projektes empirisch zu unterlegen.
Außerdem entstand aufgrund der Ergebnisse der Musikworkshops mit dem Kreisjugendring München-Stadt in den Jahren 1994 bis 1996 die CD Direkt aus dem Untergrund, eine Sammlung der Songs und Musikstücke, die Enxing mit den Jugendlichen und Kindern der Freizeitstätten produziert hatte. Mit Dick Städtler und Claus-Peter Lieckfeld entwickelte Enxing ein Konzept für das Kulturreferat der Stadt München unter der Leitung von Julian Nida-Rümelin. Dieses Konzept sah vor, mit den begabtesten Teilnehmenden der Musikworkshops ein Hip-Hop-Musical zu produzieren. Alle ästhetischen Anteile sollten von den Akteuren eigenständig erarbeitet werden, also Texte, Musik, Choreographie, Szenographie, Costume Design etc. Dieses Konzept führte in der Folge zur Produktion des Hip-Hop-Musicals WestEndOpera, das er im Team mit Dick Städtler, Claus-Peter Lieckfeld und ab 1999 auch mit Theo König in München produzierte.
2001 wurde er vom Kulturreferat der LH München beauftragt, ein Konzept zur Nachhaltigkeit der Vorgehensweisen und Methoden der Produktion WestEndOpera zu entwickeln. Der Titel des Konzeptes lautete: International Munich Artlab – ein Pilotprojekt zur ästhetischen Jugendarbeit. Aufgrund der niederschwelligen Zugangsbedingungen war dies ein innovativer Ansatz in der kulturpolitischen Jugendarbeit. Vridolin Enxing war von 2001 bis 2022 Künstlerischer Leiter und Projektmanager des International Munich Artlabs. Zum 1. Januar 2022 übergab Enxing Leitung und Projektmanagement an ein jüngeres Nachfolge-Team.

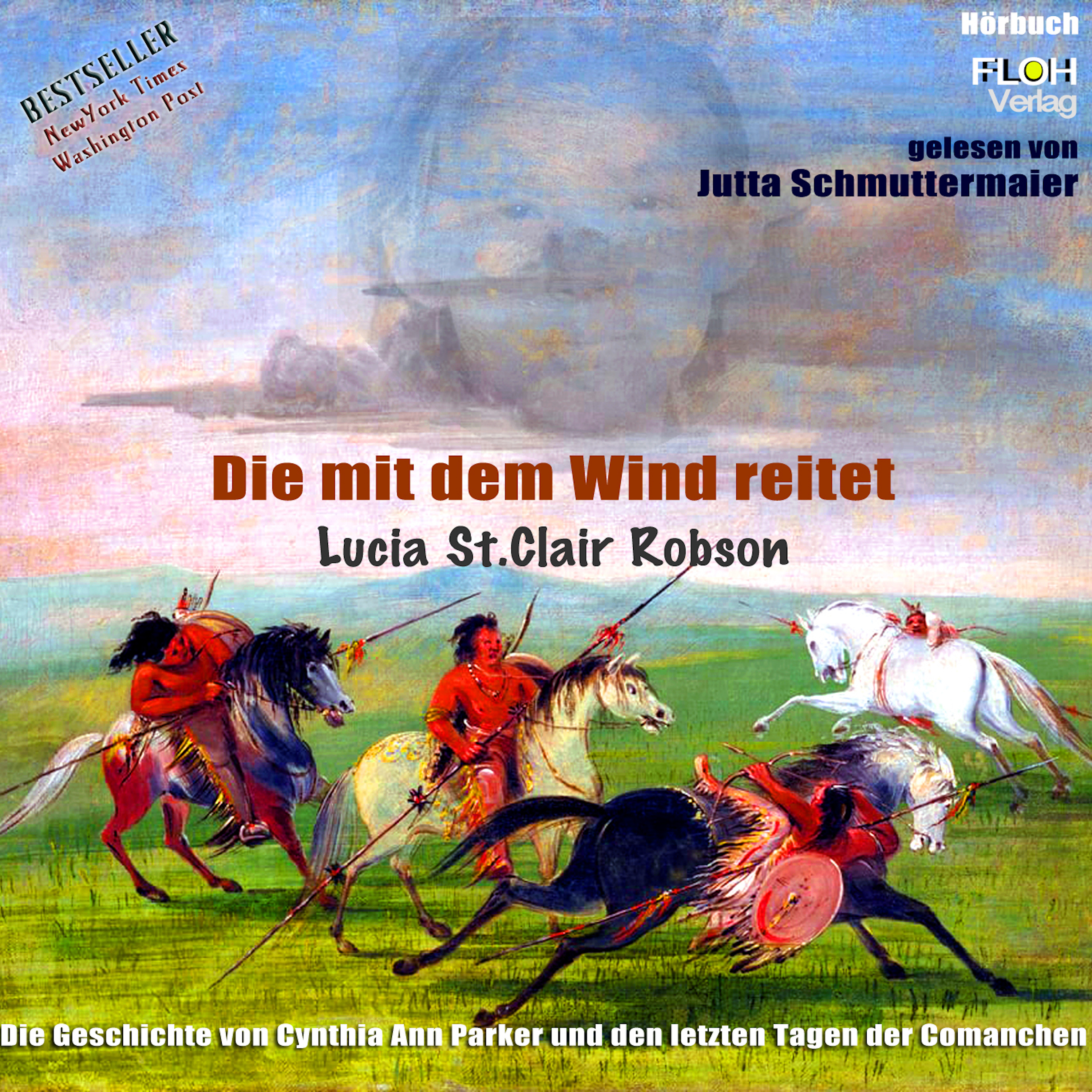
Audiobook-Cover Die mit dem Wind reitet

Seit den 2000er Jahren beschäftigte Enxing sich intensiv mit der Geschichte der amerikanischen Indianerkriege. Für den historischen Roman Die mit dem Wind reitet (Ride the Wind) von Lucia St. Clair Robson erwarb er 2024 die Rechte für die Produktion des ersten deutschsprachigen Hörbuchs gleichen Titels. Die Sprecherin des Hörbuches ist Jutta Schmuttermaier. Das Coverbild verwendet eine Grafik von George Catlin. Das Hörbuch erschien im FLOHVerlag 2024.

### Floh de Cologne

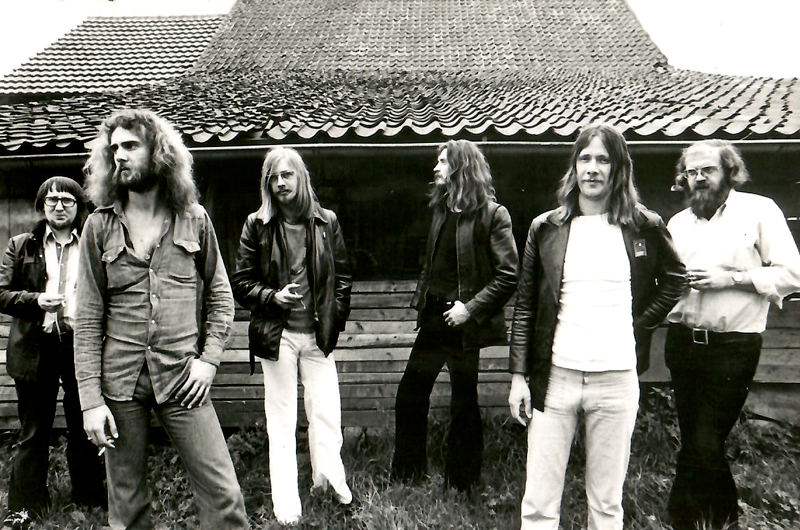
Vridolin Enxing bei Floh de Cologne, Dritter von links (ca. 1975)

Mit dem Hinzukommen von Enxing 1973 veränderte sich die Musikstilistik der Gruppe erheblich. Die bisherigen Mitglieder kamen vom Theater (Studiobühne Köln und Straßentheater-Gruppen). Er war der erste professionelle Musiker in der Gruppe. Die kompositorische Arbeit erweiterte er von den bisherigen Rock- und Beat-Strukturen hin zu Formen wie Chanson und orchestrale Arrangements. Auch das instrumentale Spektrum differenzierte sich. Enxing brachte mit Cello, Klavier, Fretless-Bass und elektrischer Gitarre professionelles Spiel in die Bühnen- und Studio-Performance der Gruppe. Er selbst erweiterte seine Fähigkeiten. War er ursprünglich von seiner klassischen Ausbildung beeinflusst, wandte er sich im Verlauf seiner Arbeit bei Floh de Cologne Formen wie Jazz, Rock, Pop und elektronischer Musik zu. Im letzten Programm FAATERLAND führte er einen der ersten Drumcomputer in das Live-Arrangement ein.
Enxing komponierte seit 1973 zusammen mit Dick Städtler die gesamte Musik für Bühnenprogramme, Schallplatten und Theaterproduktionen. Er war an sechs Bühnenprogrammen, neun Fernseh-Produktionen, neun Platten-Veröffentlichungen und fünf Theaterproduktionen beteiligt.

### Sonstiges
Vridolin Enxing ist mit der Goldschmiedin Ilse von Schweinitz verheiratet und lebt seit 1983 in Riederau am Ammersee. Er ist ordentliches Mitglied der GEMA.
Von 1990 bis 1993 absolvierte Enxing eine Lehre als Zweirad-Motorradmechaniker und besitzt einen Gesellenbrief der Handwerkskammer von Oberbayern. In den 2000er Jahren förderte Enxing die kalabresische Band Operai della fiat 1100 (ODF 1100) und mischte eine ihrer Schallplatten in seinem Studio zusammen mit dem bekannten Tonmeister der RCA Rom Maurizio Montanesi.

## Werke

### Live-Projekte für die Bühne

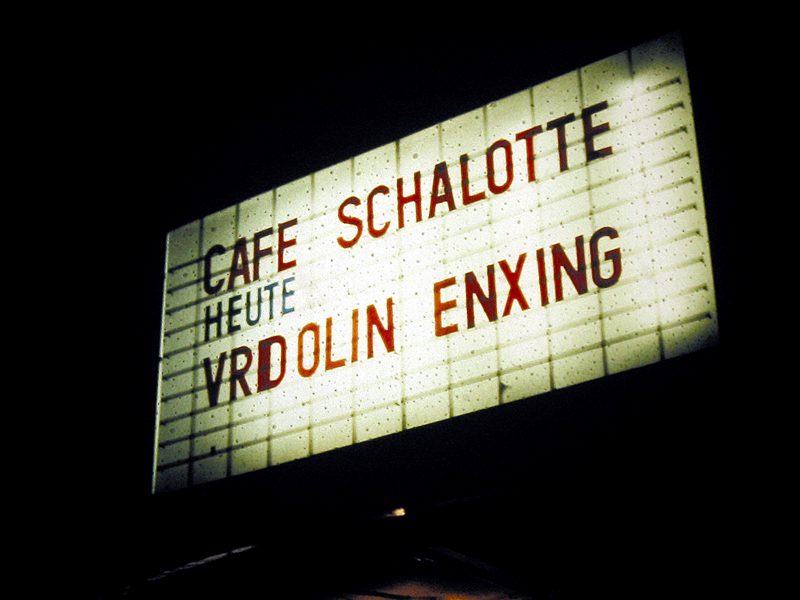
Ankündigung der Visionaten & Sehlieder im Cafe Schalotte West-Berlin

- 1983: Visionaten & Sehlieder: 1983 entwickelte Enxing das Konzept der Visionaten & Sehlieder. Auf einer Multivisionsleinwand projizierte er künstlerische Bilder, zerlegte sie in Einzelteile, setzte sie neu zusammen und komponierte dazu Musik, welche die visuellen Vorgänge emotional dramatisierte. Er spielte dazu live Klavier und andere Instrumente wie Synthesizer und vorprogrammierte Drumcomputer. Dieses Konzept griff er 1988 erneut auf, diesmal mit einem musikalischen Partner und erweiterten Instrumentarium wie Cello, Gitarre, E-gitarre und von einem Sequenzer synchronisierte Arrangements. Die Premiere fand im Herbst 1983 im Fritz-Winter-Atelier in Dießen am Ammersee statt. Weitere Aufführungen folgten im selben Jahr in Berlin, Hamburg und Köln.[20][21] Das Programm thematisierte die Apartheid in Südafrika, die Geschichte des Widerstands und den Justizskandal um den Freitod des türkischen Asylbewerber Cemal Kemal Altun 1983 im Verwaltungsgericht Berlin.[22] Er verwendete dazu Werke von Akbar Behkalam, Erhard Göttlicher, Francisco de Goya, Auguste Renoir, Mike von Schweinitz und Hanefi Yeter.
- 1988: Visionaten & Sehlieder für unbeleuchtete Musiker: Die Premiere fand im Juli 1988 im Fritz-Winter-Atelier in Dießen am Ammersee statt. Es folgte ein vierwöchiges Gastpiel im Theater im Fraunhofer in München. Danach gab es Aufführungen in Erlangen und Berlin.[23] In diesem Werk erfolgte eine Erweiterung des Konzeptes. Mit Stefan Nast-Kolb, Akbar Behkalam und Vridolin Enxing gab es drei gleichberechtigte Autoren, zwei Komponisten und einen Kunstmaler. Das verwendete Bildmaterial stammte von Felix Nussbaum, Florian Raff und Akbar Behkalam.

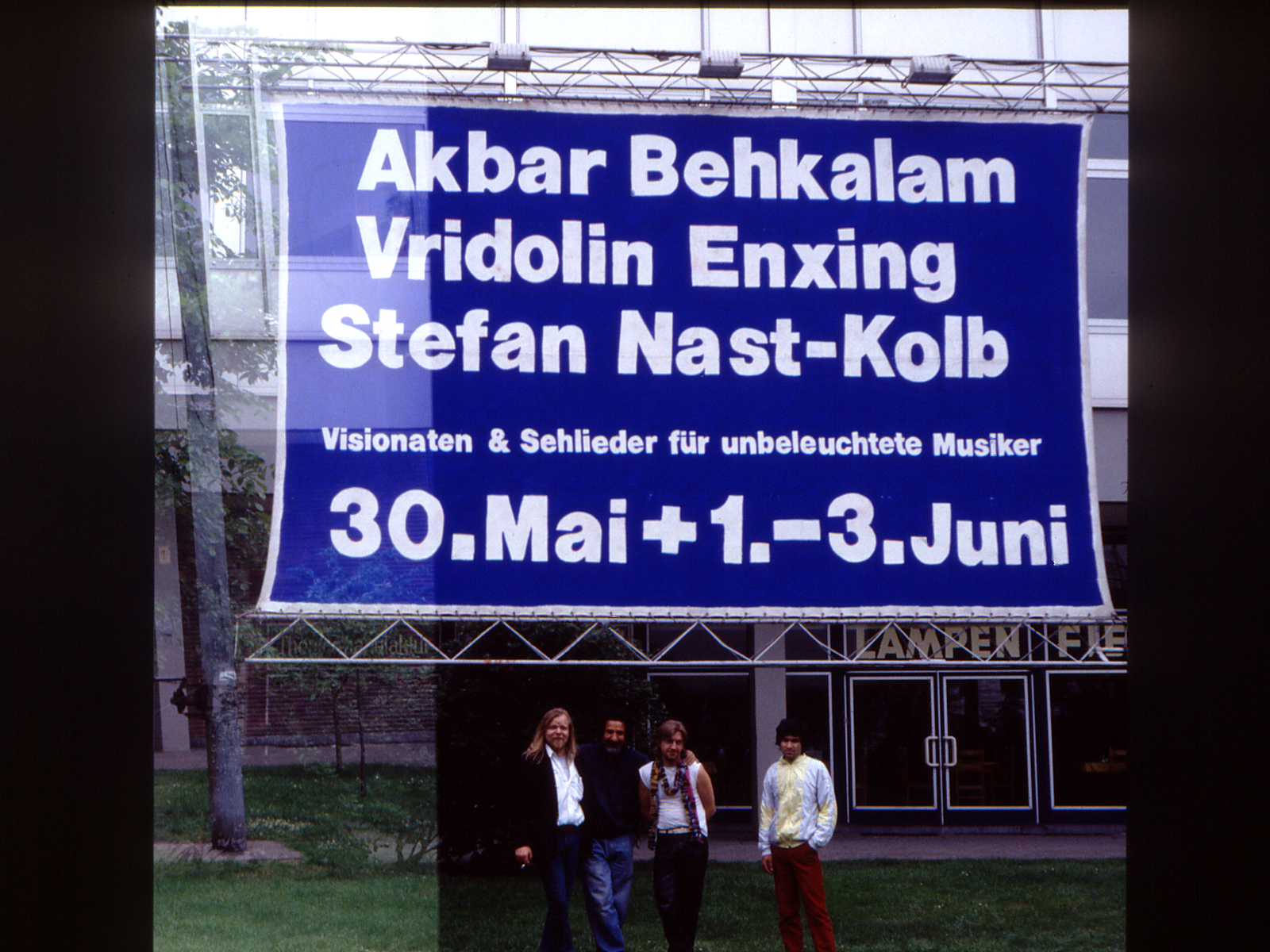
V. l.: Stefan Nast-Kolb, Vridolin Enxing, Akbar Behkalam unter dem Werbe-Transparent für Visionaten & Sehlieder vor dem Theater am Schiffbauerdamm in Berlin

- 1984: Mit Dick Städtler und Theo König: Vertonung und 50 Aufführungen von Carlo Goldonis: Der Krieg[24] am Grillo-Theater Essen. Regie: David Esrig. Unter den Hauptrollen: Adele Neuhauser
- 1985: Mit Dieter Süverkrüp: Vertonung und 30 Aufführungen der Revue Frieda Jetzt für die Die Friedensliste NRW[25][26]
- 1986: Mit Dick Städtler: Komposition und Aufführungen von Helmut Ruges Babette oder Pö á Pö am Theater Erlangen, Regie: Manfred Neu[27]
- 1986: Mit Stefan Nast-Kolb: Komposition und Aufführungen von Helmut Ruges Das Mädchen mit den Schwefelhölzern am Theater Erlangen, Regie: Theo König[28]
- 1989–1990: Mit Klaus Burger: Komposition und Tournee in 100 Städten der BRD, DDR und Belgien von Lutz Görners Das Poesiealbum – 25 Meisterwerke deutscher Lyrik[29]

### Musik für Theater-Inszenierungen
- Brief über die Blinden. Autor: Denis Diderot, Theater Essen, Regie: David Esrig, 1984
- Der Truthahn. Autor: S. Mrozek, Theater am Turm, Frankfurt a. M., Regie: Ioan C. Toma, 1985
- S’Wiesenhendl. Autor: Fritz von Herzmanovsky-Orlando, Volkstheater München, Regie: Ulrich Heising, 1987
- Frühstück bei Desdemona. Autor: Josef Krasicky, Landestheater Linz, Österreich, Regie: Iona C. Toma, 1988
- Brave New Man. Autor: Peter Sattmann, Theater im Bauturm, Köln, Regie: Theo König, 1989
- Der 35. Mai, mit Stefan Nast-Kolb. Autor: Erich Kästner, Wolfgang Borchert Theater, Münster, Regie: Theo König, 1990

### Musik zu Hörspielen (Auszug)
Die ARD-Hörspieldatenbank enthält (Stand: April 2025) für den Zeitraum von 1986 bis 1998 insgesamt 44 Datensätze, bei denen Vridolin Enxing als Mitwirkender geführt wird.
- Mein wunderbares Schattenspiel (6-teilige Serie) von Peter Steinbach und Christoph Busch, Regie: Holger Rink, WDR 1995, Hörspiel des Monats November 1995, Premio Ondas Internacional de Radio 1996[30], ein Kompositionsauftrag der ARD zum 100jährigem Jubiläum des Kinos[31]
- Herzilein von Heinz-Dieter Herbig, Regie: Klaus Wirbitzky, WDR 1993.[32]
- Wie einsam sind die Toten (2 Folgen) von Mempo Giardinelli, Regie: Bernd Lau, NDR/SWF 1991.[33]
- Geschichten von Einmal-Schwarzer Kater Teil 1: Die Beine der Sängerin, Teil 2: Feen sind keine Kakteen, Teil 3: Das Wappen des Bösen von Sebastian Goy, Regie: Holger Rink, SFB/NDR/WDR 1991.[34]
- 7 Tote hat die Woche (7-teilige Serie) von Sebastian Goy, Regie: Klaus Wirbitzky, WDR/SWF 1987.[35]
- Zwölf Morde hat das Jahr (12-teilige Serie) von Sebastian Goy, Regie: Ulrich Heising, SWF/BR/WDR 1986.[36]
- Mord zu 4 Händen von Konrad Hansen, Musik: „The Lied“ (Vridolin Enxing, Stefan Nast-Kolb, Klaus Burger), Regie: Klaus Wirbitzky, WDR 1994, Kompositionsauftrag zu 60-Jahre Hörspiel: Das Hörspiel Mord zu vier Händen wurde im Großen Sendesaal des Kölner Funkhauses am 18. Dezember 1994 vor Publikum live inszeniert und gesendet, u. a. mit Nicole Heesters und Karin Anselm.[37]
- Der talentierte Mr. Ripley (2 Folgen) von Patricia Highsmith, Regie: Bernd Lau, HR/SWF/NDR 1989.[38]

### Musik für Film & Fernsehen
- Fern vom Krieg - Südfrüchte aus Oberndorf mit Dick Städtler. Regie: Wolfgang Landgraeber, BR 1984[39]
- Ein Fall für Zwei, Folge: Seitensprung, Regie: Wolfgang F. Henschel, ZDF 1989
- Man musste doch was tun – Porträt einer deutschen Widerstanskämpferin von Loretta Walz, mit Erich Schmeckenbecher, Regie: Loretta Walz, DDR1 1989, DFF1, 1990.
- Panteon Militar. Dokumentarfilm, Regie: Wolfgang Landgraeber, Deutschland/Argentinien 1991[40]
- Vridolin – Doku über den ehemaligen Gitarristen von Floh de Cologne, Produktion und Regie: Joachim Tschirner (Um Welt Film), DFF-Reihe Das Fenster, 1991.[41][42]
- Katrins Hütte. Langzeit-Dokumentation, Produktion und Regie: Joachim Tschirner, DEFA-Studio für Dokumentarfilme, 1986 bis 1991[43]
- Cluedo. Folge 8: Satans Sänger, Regie: Wolfgang F. Henschel, SAT1 1993
- Am siebten Tag über den Syr-Darja. Produktion und Regie: Joachim Tschirner, MDR/ORB 1995

### Musiktheater-Produktionen

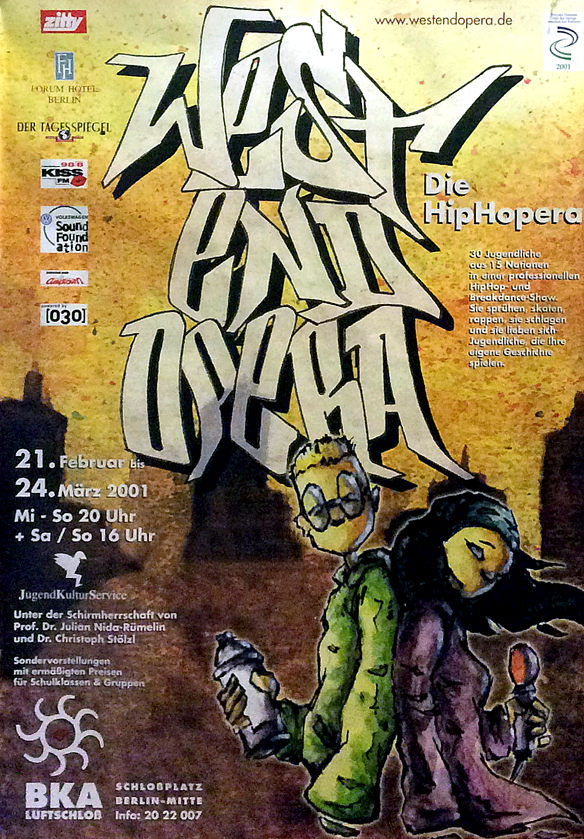
Das Plakat für die Auftrittsserie der WestEndOpera 2001 in Berlin

#### WestEndOpera – die authentische Hiphopera
Regie: Theo König, Dramaturgie: Dick Städtler und Claus-Peter Lieckfeld, Projekt-Manager: Ulrich Gläß, künstlerische Leitung: Vridolin Enxing. Nach einem Casting mit ca. 200 Jugendlichen aus München wurde mit einer Auswahlvon 50 Bewerbenden das Ensemble der WestEndOpera gebildet, darunter entdeckt und in Hauptrollen besetzt: Antje Traue und Tina-Maria Aigner. Ebenfalls Teil des Ensembles war Christian „Zippy“ Pletschacher, der später als Komponist des Welthits Mambo No. 5 mit Lou Bega einen der meistverkauften deutschen Musiktitel produzierte. Die WestEndOpera ging auf Tournee und gab über 200 Gastspiele in Deutschland, Italien, Österreich und New York. TV-Berichte gab es unter anderem auf ARTE, ÖRF, BR und RETE TEN (Kalabrien). Es entstanden mehrere Dokumentar- und Making-of-Filme.

#### International Munich Artlab 2001 bis 2022

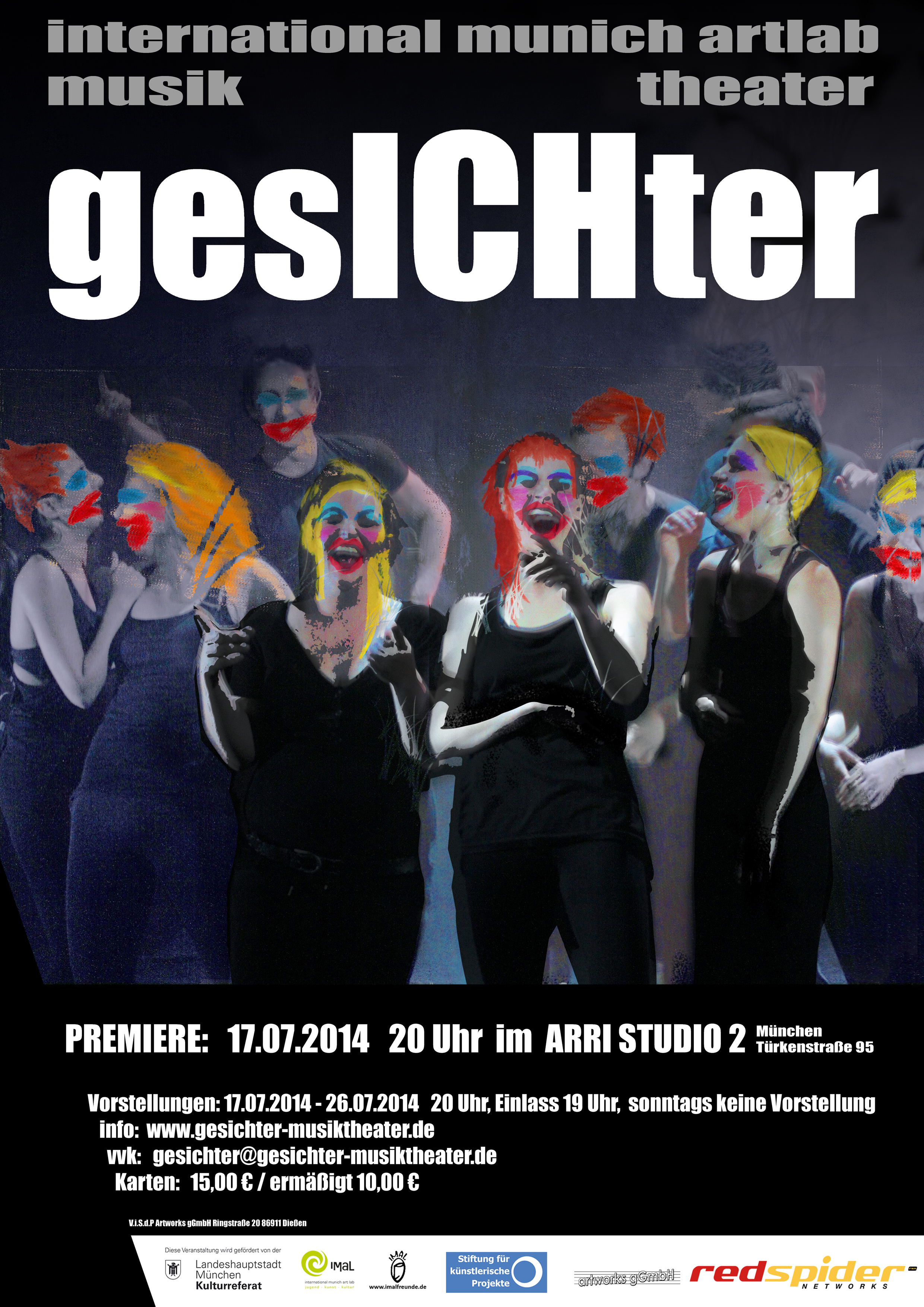
Das Plakat der Musiktheater-Produktion gesICHter 2014 von International Munich Artlab

Von 2001 bis 2021 entstanden unter der künstlerischen Gesamtleitung von Enxing 11 Musiktheater-Produktionen. Verschiedene von ihnen gingen auf Tournee in Deutschland, der Schweiz, Österreich, Serbien und Süditalien. Alle Produktionen wurden verfilmt, die meisten auch als DVD in Stereo und Dolby-Surround 5.1 produziert. Für die gesamte Musikproduktion, das Sounddesign, die Postproduction und das DVD-Authoring war Enxing als Tontechniker tätig, ab 2015 zusammen mit Daniel „Provo Beatz“ Siebertz. Es entstanden mehrere Making-of-Filme, die im TV gesendet wurden, unter anderem von Maike Conway.

## Diskographie
Neben seinen Veröffentlichungen mit Floh de Cologne war Enxing Komponist/Instrumentalist auf folgenden Tonträgern:
- Der rote Feuerwehrmann – Eine Erich-Weinert-Revue von und mit Dietrich Kittner (CD, pläne GmbH, Dortmund 1999; LP 1978)[51]
- Notausgänge (als Arrangeur) von Helmut Ruge und Dick Städtler, LP Pläne 88393, 1985.[52][53]
- Pauline spielt Gitarre mit Dieter Süverkrüp, Musikkassette, Pläne 8568, 1987
- Das Poesiealbum – 25 Meisterwerke deutscher Literatur mit Lutz Görner und Klaus Burger. Musikkassette, Rezitheater Köln 1989, ISBN 3-927747-00-9.
- Ich lade Euch zum Requiem von und mit Dieter Süverkrüp – erste Schallplatte mit Vertonungen der Texte Erich Mühsams in der BRD, 1995, LP, Pläne 88 502 / [1995:] CD, Conträr 4302-2

Musik für Bayerntext: Das Bayerische Fernsehen sendet täglich Panoramabilder aus dem Alpenraum und dem Voralpenland. Die dafür komponierte Musik erschien und erscheint auf CDs. Enxing komponierte diverse Titel für diese Panoramabilder, wovon einige auf insgesamt drei CDs erschienen.
1. Telespheres, Vol. 1, CD erschienen bei MTERECORDS 1993.[54]
2. Volksmusik aus den Bergen, CD erschienen bei Argus GmbH 1997.[55][56]
3. Summertime, CD erschienen bei MTE/EVERSONGS 1997.[57]

## Auszeichnungen
- 1980: Deutscher Kleinkunstpreis mit Floh de Cologne
- 1996: Premio Ondas Internacional de Radio für das mehrteilige Hörspiel Mein wunderbares Schattenspiel
- 2005: Kerschensteiner-Medaille der Stadt München
- 2005: Stern des Jahres der Abendzeitung München für das Musiktheater eXtaze des International Munich Artlab
- 2023: Holger-Czukay-Preis für Popmusik der Stadt Köln mit Floh de Cologne